# Lachmetha spinitarsis
Lachmetha spinitarsis là một loài tò vò trong họ Ichneumonidae.